# Anemopaegma grandifolium
Anemopaegma grandifolium là một loài thực vật có hoa trong họ Chùm ớt. Loài này được (Jacq.) Merr. & Sandwith mô tả khoa học đầu tiên năm 1947.